# Рубижне
Рубижне или Рубежноје (укр. Рубіжне, рус. Рубежное) град је у Украјини, у Луганској области, дефакто под контролом Русије. Према процени из 2012. у граду је живело 60.750 становника.

## Становништво
Према процени, у граду је 2012. живело 60.750 становника.
| 1979.  | 1989.  | 2001.  | 2012.  |
| ------ | ------ | ------ | ------ |
| 65.767 | 74.078 | 65.322 | 60.750 |

## Партнерски градови
- Долина
- Росош